# 대기 상태
대기 상태(wait state)는 응답이 느린 외부 메모리나 다른 장치를 접근할 때 컴퓨터 프로세서가 겪는 지연이다.
2007년 기준으로 메모리 기술이 따라잡지 못할 만큼 컴퓨터 마이크로프로세서는 매우 빠른 속도로 실행된다. 개인용 컴퓨터에 들어가는 인텔 코어 2, AMD 애슬론 64 X2와 같은 일반 프로세서는 1 GHz를 뛰어넘는 클럭으로 실행된다. 반면 기본 메모리 클럭은 보통 667에서 1333 MHz만큼 속도를 낸다. 일부 2차 CPU 캐시는 프로세서 코어보다 더 느리게 동작한다.
프로세서가 외부 메모리에 접근할 때, 주소 버스 상의 요청 정보의 주소의 위치를 지정하기 시작한다. 그 뒤 응답에 대해 대기해야 할 때, 그 뒤 수백만 사이클이 오지 않을 때, 10 사이클을 되돌려 받는다. 대기에 소비되는 각 사이클을 대기 상태라고 부른다.
대기 상태는 프로세서 성능에 있어서 완전한 낭비이다. 현대의 설계에는 이러한 문제를 줄이거나 숨기기 위해 여러 기술을 사용하고 있다.:CPU 캐시, 명령어 파이프라인, 명령어 프리패치, 분기 예측, 동시 멀티스레드 등. 하나의 기술이 100% 성공적인 것은 아니지만 여러 기술이 함께 쓰여 문제를 상당 부분 해결할 수 있다.

## 대기의 종류
- 한정 대기
- 바쁜 대기
- 무한 대기
- 환형 대기

## 같이 보기
- 응답 속도
- 버블 (컴퓨팅)